# Harold Haenel
Harold H. „Hal” Haenel (ur. 18 października 1958 w Saint Louis) – amerykański żeglarz sportowy, dwukrotny medalista olimpijski.
Startował w klasie Star. Brał udział w trzech igrzyskach (IO 88, IO 92, IO 96), na dwóch zdobywał medale. W 1988 wspólnie z Markiem Reynoldsem zajął drugie miejsce, cztery lata później triumfowali.